# CIVA (Bruxelles)
Pour les articles homonymes, voir CIVA.
Le CIVA est à la fois un musée, un centre d’archives, une bibliothèque et un lieu de rencontre et de discussion pour les passionnés de l’architecture, du paysage, de l’écosystème urbain et l’histoire à Bruxelles. Des expositions temporaires, des conférences, des débats, des visites guidées, des présentations de livre et des activités enfants s’y déroulent toute l’année. Ses collections abritent plus de cinq cents fonds dont entre autres ceux de Victor Bourgeois, de René Braem, de Victor Horta, ou encore d’Akarova, de René Pechère, de Joseph Van Neck, de Georges Hobé, de Gabriel Van Dievoet ou de Henri Lacoste. La programmation du CIVA s’inscrit entre culture et architecture avec une attention particulière pour le patrimoine mais également pour les enjeux de la ville contemporaine. Les activités ont lieu à Ixelles, près de la Place Flagey et au centre-ville, à KANAL – Centre Pompidou.
Le CIVA établi dans l’ancienne usine d’électricité secondaire d’Ixelles, est un bâtiment construit en style éclectique dans la commune d’Ixelles à Bruxelles. Elle fut construite en 1895 par l’architecte Émile Devreux.

## Historique

### Architecte
Émile Devreux architecte de formation, homme politique membre du Parti Libéral et militant wallon né en 1857 et mort en 1933, a principalement travaillé dans l’industrie, essentiellement à des installations d’électricité en Belgique et en Europe. Il a été échevin puis bourgmestre de Charleroi mais s’est retiré de la vie politique en 1921 et devint ensuite président de la Société archéologique de Charleroi. Il a contribué énormément à l’histoire locale avec son ouvrage « Des Plans de Charleroi » où il dresse des plans de la ville à différentes époques depuis son origine jusqu'en 1868. Il construit un autre bâtiment industriel à Bruxelles, l’ancienne machinerie de la centrale électrique de la Ville Bruxelles, qui est classée depuis le 12 mars 1998.

### Extension et réhabilitation
Le bâtiment est situé à l’angle de deux rues : rue de l’Ermitage 55 et rue de la Vanne 2. Les accès se faisaient par la rue de l’Ermitage, plus tard elles ont été rebouchées et se font désormais rue de la Vanne. À l’origine composé de trois travées(1) rue de la Vanne, il fut agrandi en 1901 par le même architecte pour en composer désormais six. À l’intérieur, la structure est soutenue par des colonnes en fonte et des poutrelles métalliques, et le plafond est composé de briques à voussettes(2).
Il est transformé en 1983 en bureaux pour la Compagnie intercommunale bruxelloise des eaux (CIBE), aujourd’hui Vivaqua. En 1998, la Commission Communautaire Française (COCOF) lance un concours international d’architecture afin d’accueillir l'asbl CIVA. Au départ dépendant de la COCOF, il a ensuite été racheté en 2014 par la région bruxelloise. Inauguré en 2000, l’espace comprend des salles d’exposition, des locaux d’archives et de dépouillements, des bureaux, une bibliothèque et une salle de conférence. Il fut construit par le bureau d’architecte Garric-Nègre-Altuna-Quirot.

## Descriptif des façades
L'édifice est constitué de deux parties établies à des époques différentes, la partie de 1895 en style éclectique et la partie contemporaine livrée en 2000.

### Description de façade du bâtiment éclectique
Le bâtiment en plan rectangulaire est construit de plain-pied sur toute la limite de son plan cadastral, aligné à la limite du trottoir. Il se compose d’un rez-de-chaussée et d’un unique étage sous une toiture à croupe(3). L’édifice posé sur une plinthe(4) en pierre bleue est composé de huit travées rue de l’Ermitage et de six travées rue de la Vanne dont les travées trois et cinq rue de la Vanne sont en ressaut(5) avancé par rapport au reste la façade. En termes de matérialité, la façade n’est composée que de briques rouges en appareil(6) régulier sans changement de matérialité d’une partie de la façade à une autre uniquement avec des éléments en pierre bleue, à l’exception des matériaux utilisés pour la toiture. Les baies(7) de fenêtres(8) inférieures sont composées d’un linteau(9) droit en pierre bleue, quant à celles de l’étage supérieure elles sont composées d’un linteau en plein cintre(10) avec des voussoirs(11) en brique rouge, les mêmes constituant le mur de la façade, mais d’une clef de voûte(12) en pierre bleue ainsi que les impostes(13) de piédroit(14) qui sont reliés entre eux par un bandeau(15) également en pierre bleue. Les appuis(16) des deux types de baies sont toutes en pierre bleue, mais uniquement celle de l’étage supérieure possèdent des barres d’appui(17) métalliques qui ont dû être rajoutées a posteriori parce que non présentes sur les documents d’origine. Entre chaque linteaux des étages inférieurs et les appuis des étages supérieurs, un cartouche vide est constitué d’un encadrement en brique rouge.
La corniche(18) entre la partie d’origine et celle construite en 1901 est reliée d’un bout à l’autre, cependant ce qui marque la différence entre les deux parties est la toiture : distincte l’une de l’autre, l’une possède des lucarnes à croupes(19) surplombant chacune des travées, l’autre n’en possède pas. Il est aussi à remarquer que les corniches ne sont non plus pas présentes sur les documents d’origine. Sous la corniche est établie une moulure creuse (20) en brique suivant tout le tracé de celle-ci. Les matériaux choisis diffèrent également d’une toiture à l’autre. Deux soupiraux d’allège(21) sont présentes au niveau des travées cinq et six de la rue de l’Ermitage, également rajoutés a posteriori.

### Description de façade du bâtiment contemporain

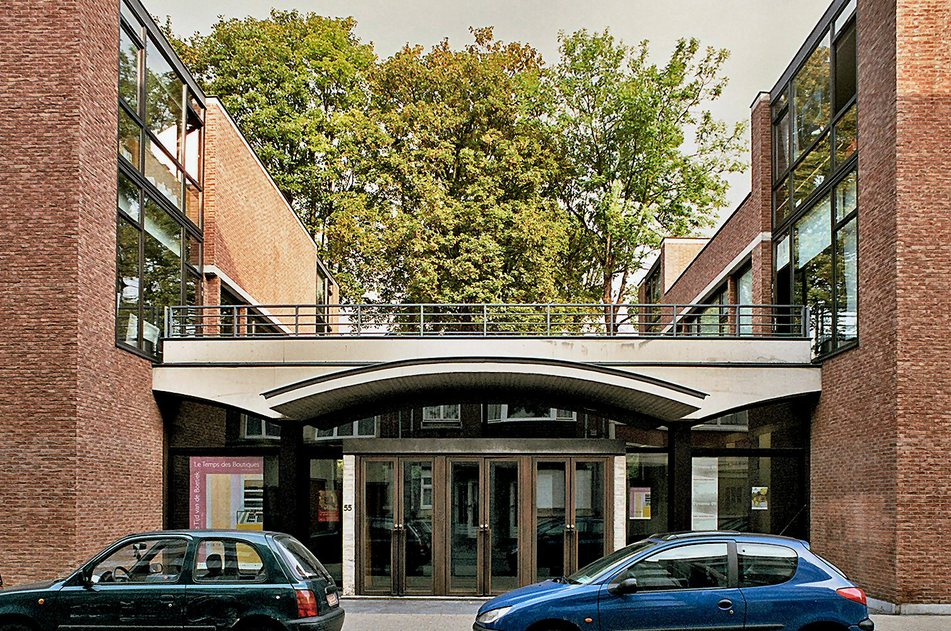
Entrée du bâtiment contemporain par les architectes Bernard Quirot et associés J. Altuna, JP. Garric, V. Negre.

Un bâtiment contemporain a été adossé à l'ancien bâti, il est l’œuvre des architectes Bernard Quirot et associés J. Altuna, JP. Garric, V. Negre. La structure du bâtiment contemporain est réalisée en béton mais doublée d’un contre-mur en brique rouge qui fait écho au style de l’usine à laquelle il est associé. Le bâtiment s’étend du mitoyen est de l’ancienne usine d’électricité secondaire jusqu’à la rue du Couvent. Le raccord a été fait comme suit : l’édifice est construit de plain-pied souligné par une plinthe en pierre bleue, la délimitation entre les deux parties est faite par un bandeau de baies vitrées verticales qui s’étend également le long de la toiture, à sa droite est construite une partie du bâtiment neuf, un parallélépipède vertical de la largeur d’une parcelle bruxelloise et de la même hauteur que le bâtiment originel, la façade dispose d’une unique baie vitrée. L’entrée principale est plus basse et est renfoncée de 1 à 2 mètres par rapport à l’alignement des bâtiments. Le vestibule d’entrée est surplombé d’un auvent courbe recouvert de zinc, élément architectural courbe qui fait écho aux arcs en plein cintre de l’ancienne usine. La partie est et la partie ouest sont reliées par l’entrée non seulement par l’intérieur mais également par l’extérieur, une terrasse recouvre l’entrée ce qui permet d’aller d’une zone à une autre sans devoir passer par la zone d’accueil. Les architectes procèdent à une symétrie du parallélépipède vertical de part et d’autre de l’entrée. Ensuite à droite, un parallélépipède horizontal conserve une façade aux dimensions tectoniques, avec uniquement comme ouverture des bandeaux de bais vitrés verticaux ponctuels renfoncés allant du seuil à l’acrotère. En plan, les architectes ont établi une symétrie, d’une part l’ancienne usine avec une partie de la construction contemporaine, d’une autre le reste des constructions neuves. Dans la partie est, le bâtiment principal de même hauteur que l’ancienne usine et parallèle au trottoir possède deux oblongs qui elles sont plus basses, dont une est la façade donnant sur la rue de l’Ermitage décrite plus tôt. La façade rue du Couvent est en forme de H, elle est aveugle mais possède une terrasse entre les deux parties verticales formant le « H ».

## Site du CIVA
- Site du CIVA